# Mișcarea stahanovistă

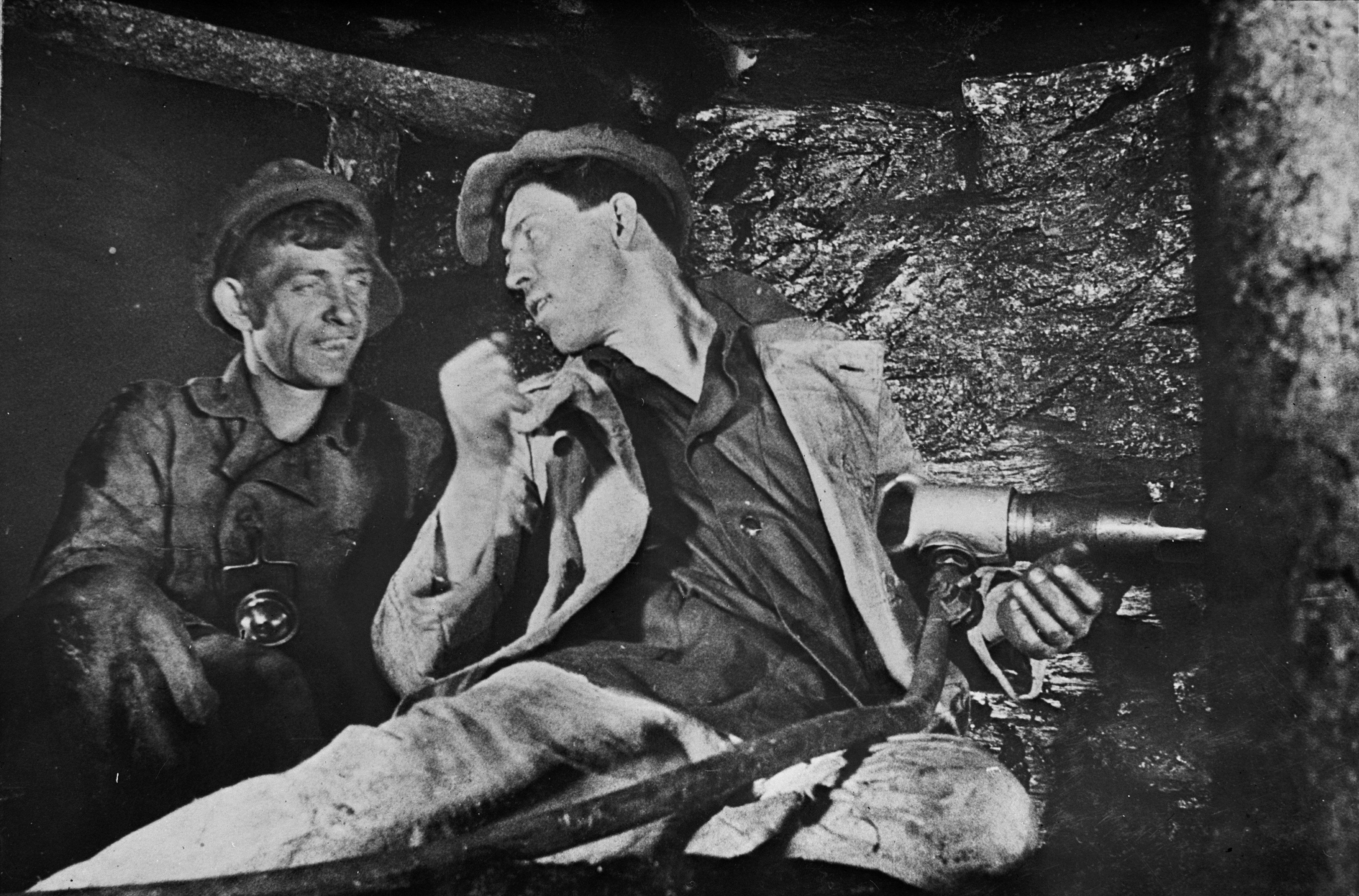
Alexei Grigorievici Stahanov cu un coleg miner

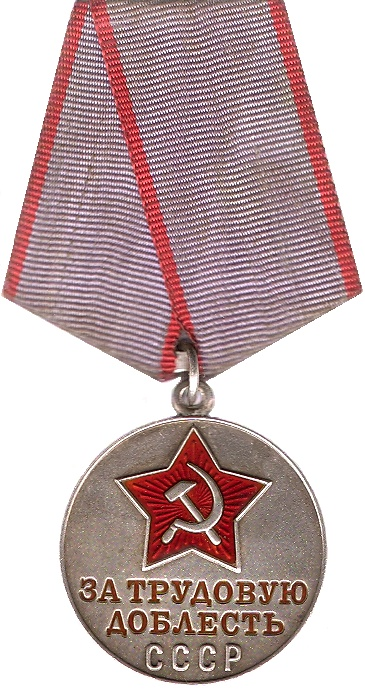
Medalie pentru stahanoviști

Insignă Stahanovist

Termenul stahanovism provine de la minerul sovietic Aleksei Stahanov (în rusă Алексе́й Григо́рьевич Стаха́нов) (1906-1977) care, în noaptea de 30 spre 31 august 1935, a depășit planul de muncă de peste 7 ori, extrăgând 102 tone de cărbune din mina Țentralnaia Irmino, față de norma obișnuită de 14 tone/schimb. De atunci, propaganda comunistă⁠(d) l-a folosit pe Stahanov drept exemplu. În istoria și iconografia sovietică, un stahanovist (стахановец) este cel care urmează exemplul lui Aleksei Grigorievici Stahanov: angajarea la o muncă foarte grea, cu o înaltă eficiență⁠(d) la locul de muncă, depășirea cu mult a normei de producție. 
Pe 14 noiembrie 1935 s-a ținut prima Conferință Interunională a Stahanoviștilor, în care Stahanov și colegii săi și-au expus metodele de muncă și au dat amănunte despre câștigurile mai mari ce pot fi obținute prin raționalizarea muncii.
Metoda sovietică de „întrecere stahanovistă”, adică de muncă extenuantă pentru a putea fi evidențiat ca „Fruntaș în producție” a fost adoptată și în Republica Populară Română, drept care, în 1951, a fost elaborată Hotărârea Comitetului Central al PMR cu privire la Stahanovism.